# Darwyn Cooke

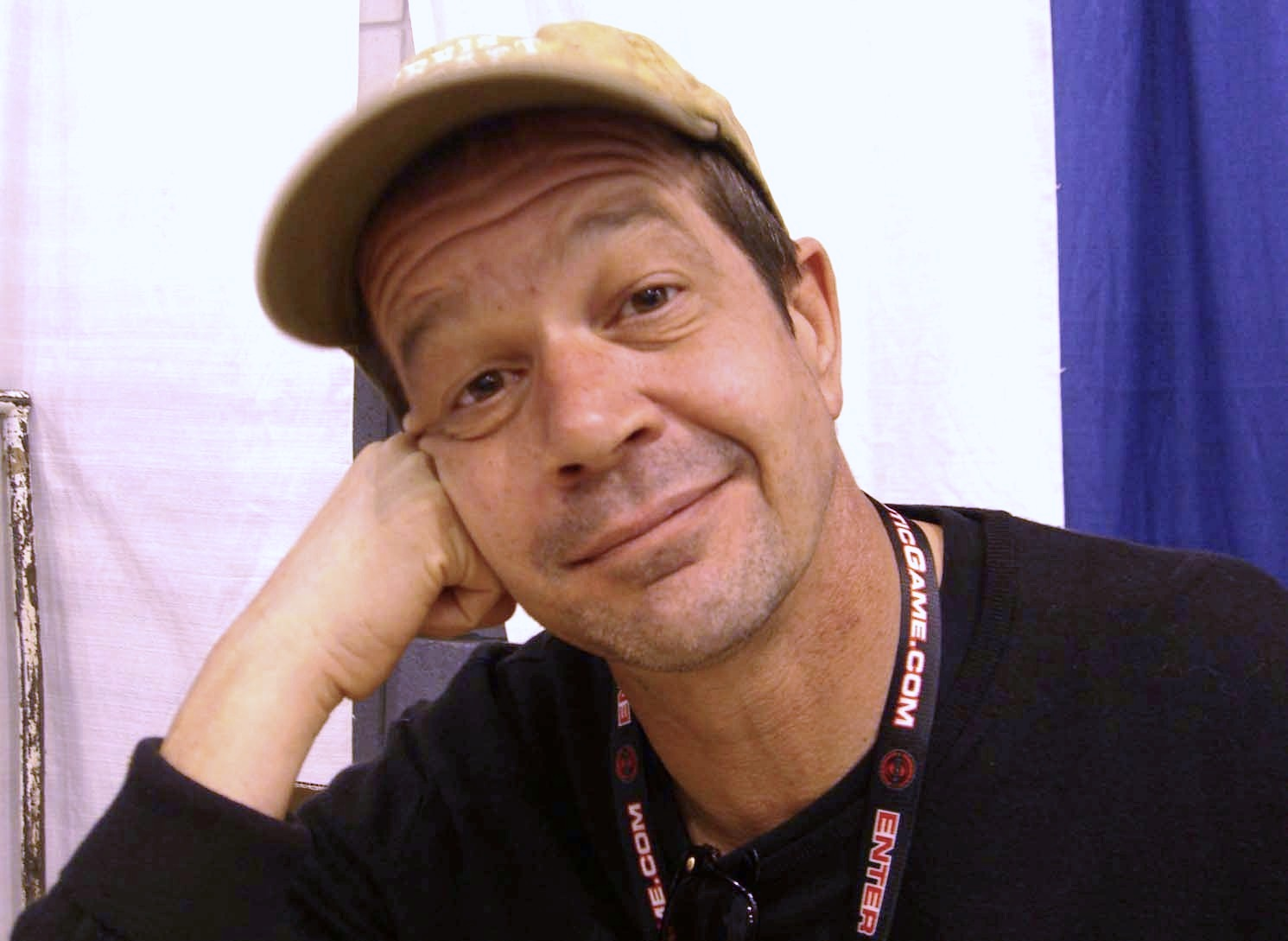
Darwyn Cooke bei der New York Comic Convention in Manhattan, April 2008

Darwyn Cooke (* 1962 in Toronto, Kanada; † 14. Mai 2016) war ein kanadischer Comicautor, -zeichner und Animationskünstler.

## Leben und Arbeit
Cooke begann in den 1980er Jahren als hauptberuflicher Comiczeichner zu arbeiten. Seine erste veröffentlichte Arbeit erschien 1985 in dem Comicheft New Talent Showcase #19. Aus finanziellen Gründen war Cooke in der zweiten Hälfte der 1980er Jahre zeitweise darauf angewiesen, seine künstlerischen Ambitionen aufzugeben und seinen Lebensunterhalt stattdessen als Graphik- und Produktdesigner zu verdienen. Zu Beginn der 1990er übernahm er schließlich wieder Zeichenaufträge, als er als Zeichner für die Animationsstudios des Entertainmentriesen Warner Bros. zu arbeiten begann.
Im weiteren Verlauf der 1990er betätigte Cooke sich überwiegend als Storyboard-Zeichner für Warner-Bros.-Zeichentrickserien wie Batman, Superman und Batman of the Future sowie für die von Sony Animation produzierte Serie Men in Black: Die Serie.
2000 gestaltete Cooke den von DC-Comics, einer Tochterfirma von Warner Brothers, veröffentlichten graphischen Roman Batman: Ego. An diese Arbeit anknüpfend begann Cooke  weitere Zeichenjobs als freischaffender Künstler für DC und andere Verlage anzunehmen. Während er gemeinsam mit Autor Ed Brubaker Ende des Jahres 2001 für DC eine neue Catwoman-Serie ins Leben rief, zeichnete er für DCs Konkurrenten Marvel Comics mehrere Ausgaben der Serien X-Force und Spider-Man’s Tangled Web, sowie den One-Shot Just Imagine… Stan Lee und die Miniserie Wolverine/Doop.
2002 produzierte Cooke mit dem graphischen Roman Selina’s Big Score, für den er erstmals nicht nur als Zeichner, sondern auch als Autor tätig wurde, ein Prequel für seine und Brubakers Catwoman-Serie. Diesem Projekt ließ er 2004 die sechsteilige Miniserie DC: The New Frontier und 2005 eine Geschichte für die Serie 52 (#5) folgen. Diese Geschichte, die um einen Fall des Privatdetektivs Slam Bradley kreist, brachte ihm die Auszeichnung mit dem Eisner Award, einem der bekanntesten amerikanischen Comicpreise, in der Kategorie Bestes Einzelheft ein.
2006 besorgte Cooke die Zeichnungen für das von Jeph Loeb verfasste sogenannte Crossover-Comic Batman/Spirit, das ein Aufeinandertreffen von Bob Kanes berühmten nächtlichen Rächer Batman und Will Eisners Helden The Spirit zum Inhalt hatte. Seine Arbeit an diesem Projekt erwies sich dabei als künstlerisch und kommerziell dermaßen populär, dass Cooke 2005 für seine Zeichnungen mit seinem ersten Eisner Award, seinem ersten Harvey Award und – als Outstanding Canadian Comic Book Cartoonist – mit seinem ersten kanadischen Joe Shuster Award ausgezeichnet wurde. Insgesamt erhielt Cooke dreizehn Eisner Awards, acht Harvey Awards und fünf Joe Shuster Awards. Darüber hinaus ging er 2006 ein Engagement als Künstler für die reguläre The-Spirit-Serie ein.
Für die 2007 gestartete Serie Superman Confidential schrieb Cooke die erste sechsteilige Geschichte.
2009 adaptierter er den Roman The Hunter von Donald Westlake als Richard Stark's Parker: The Hunter. 2010 folgte The Outfit, 2012 The Score und 2013 Slayground.